# Soraya Thronicke
Soraya Vieira Thronicke (Dourados, 1º giugno 1973) è una politica brasiliana, dal febbraio 2019 senatrice in rappresentanza dello stato del Mato Grosso do Sul.
Nel 2022 si è candidata alle elezioni presidenziali brasiliane con il partito Unione Brasile: pur avendo ottenuto circa 600mila voti, è arrivata solo quinta, rimanendo pertanto fuori dal ballottaggio.

## Biografia
Di origine tedesca, Soraya Thronicke è nata nel giugno 1973 nel comune di Dourados, all'epoca appartenente allo Stato del Mato Grosso (con il successivo smembramento dello Stato nel 1977, il comune di nascita di Soraya divenne parte del nuovo stato del Mato Grosso do Sul). È cresciuta a Campo Grande.
La sua famiglia possiede una catena di motel nel Mato Grosso do Sul. Tuttavia, Soraya è diventata nota per aver partecipato a movimenti di strada dal 2013 e per vatrie azioni intentate contro politici e aziende. 
Si è laureata in giurisprudenza all'UNAES Faculdade de Campo Grande (2002) e ha conseguito un MBA in diritto commerciale alla Fundação Getúlio Vargas (2006). Si è specializzata in diritto tributario e diritto di famiglia presso la Facoltà di Giurisprudenza Professor Damásio de Jesus, e lavora in questo settore presso Cabral Gomes e Thronicke Advogados Associados.